# 里奧爾斯 (密蘇里州)
里奧爾斯（英語：Ryors）是位於美國密蘇里州歐塞奇縣的鬼鎮。

## 歷史
里奧爾斯的郵局於1905年設立，其後於1934年停運。

## 地理
里奧爾斯所處的海拔為高於海平面190米（即623英呎），而該地所採用的時區為UTC-6，即北美中部時區（CST）。同時該地設有夏令時間，為UTC-6調快一小時，即UTC-5（CDT）。